# Perla Suez
Perla Suez es una escritora, narradora, ensayista, novelista y traductora argentina. En 2015 fue ganadora del  Premio Sor Juana Inés de la Cruz  por su novela de ese año El país del diablo. Este western patagónico la haría ganadora también en 2020 de la XX edición del Premio Rómulo Gallegos.

## Carrera
Se recibió de Profesora y Licenciada en Letras Modernas en la Universidad de Córdoba. También estudió, en la misma universidad, Psicopedagogía y Cinematografía.
El Gobierno francés le otorgó la Beca de Investigación en Literatura 1977-1978, para trabajar en París en el Centro Internacional de Estudios Pedagógicos de Sèvres.
Asistió a cursos de literatura de Roland Barthes, de Hélène Gratiot-Alphandéry; participó en talleres con la escritora Jacqueline Held y se integró a trabajar en el CRILJ (Centro de Investigación en Literatura Infantil). En la Biblioteca Piloto de Petit-Clamart, La Joie par les Livres, dirigida por Geneviève Patte, participó en talleres de lectura con niños y adultos. 
Entre 1985 y 1989 dictó talleres en el marco del Plan Nacional de Lectura de la Dirección Nacional del Libro.
Cofundó el CEDILIJ (Centro de Difusión e Investigación de Literatura Infantil y Juvenil) y lo dirigió desde 1983 a 1990. 
En 1988 fue invitada por el Gobierno de Noruega y la Universidad de Oslo al Coloquio Internacional de lo Maravilloso en Literatura. En 1989 la Universidad La Sapienza de Roma, Italia, la invitó al Coloquio Internacional de Educación Estética en Vivaro Romano; dictó una conferencia: “Escribir: Viaje a la memoria”.
Creó la revista Piedra Libre, que dirigió hasta 1995. En 1997 ganó la Beca del Gobierno de Canadá como escritora. 
Realizó la traducción de Le loup est révenu de J. De Pennart.
En octubre de 2008 fue invitada por Cancillería Argentina a la Feria del Libro de Monterrey, México y a los Juegos Florales de Mérida, Yucatán, México.
Fue jurado en diversos concursos literarios. Dictó conferencias, seminarios y cursos en Bogotá, Quito, Cochabamba, Caracas, y otros rincones del sur.

## Obra

### Literatura infantil
- 1987 - El vuelo de Barrilete y otros cuentos
- 1988 - ¿Quién es tan feo?
- 1989 - Papá, Mamá ¿Me dan permiso?
- 1989 - ¡Blum!
- 1991 - Memorias de Vladimir
- 1991 - El viaje de un cuis muy gris
- 1993 - Dimitri en la tormenta
- 1995 - El cuento del pajarito
- 1996 - La historia de Nato y el caballo que volaba
- 1995 - El árbol de los flecos
- 1996 - "El Golem" (cuento) en antología 17 de Miedo
- 1996 - "Lejos de Estambul" (cuento) en antología 18 de Amor
- 2000 - Tan lejos y tan cerca.
- 2006 - Un golpe de buena suerte
- 2007 - Tres pajaritos
- 2009 - Arciboldo
- 2014 - El huemul
- 2014 - Un oso
- 2014 - Lara y su lobo
- 2015 - El hombrecito de polvo
- 2015 - Las flores de hielo
- 2015 - Espero
- 2016 - Uma
- 2020 - Aconcagua.

### Para adultos
- 1986 - L´etranger vu par l´enfant. Travail de recherche: Un exemple: Les réponses des enfants de Córdoba (Argentine) (ensayo)
- 1986 - Dynamique du Merveilleux dans queleques contes argentins actuels (ensayo)
- 1986 - La domanda di educazione estetica in America Latina (ensayo)
- 1993 - La historieta ¿Para qué? (ensayo)
- 1995 - Escribir: Viaje a la memoria (ensayo)
- 2000 - Letargo (novela) Colección La otra orilla, Grupo Editorial Norma, 2000.
- 2001 - El arresto (novela) Colección La otra orilla, Grupo Editorial Norma, 2001.
- 2004 - Complot (novela) Colección La otra orilla, Grupo Editorial Norma, 2004.
- 2006 - Trilogía de Entre Ríos (reúne Letargo, El arresto y Complot) Colección La otra orilla, Grupo Editorial Norma, 2006.
- 2008 - La pasajera (novela) Colección La otra orilla, Grupo Editorial Norma, 2008.
- 2012 - Humo rojo (novela) Editorial Edhasa, Argentina, 2012.
- 2014 - Letargo (novela) Editorial Edhasa, Argentina, 2014.
- 2015 - El país del diablo (novela) Editorial Edhasa, Argentina, 2015.
- 2017 - El arresto (novela) Editorial Edhasa, Argentina, 2017.
- 2019 - Furia de invierno (novela) Editorial Edhasa, Argentina, 2019.

## Traducciones
Las novelas Letargo, El arresto y Complot (conocidas como Trilogía de Entre Ríos) fueron traducidas al inglés (The Entre Rios Trilogy, Three Novels, con traducción de Rhonda Dahl Buchanan, y una introducción de Ilan Stavans, Jewish Latin America Series, The University of New Mexico Press, 2006)  y al italiano (I Fiumi Della Memoria, Alacrán Edizioni, Milano, Italia, 2009). Recientemente se publicó Dreaming of the Delta (2014), traducción de La pasajera al inglés, editada por Texas Tech University Press. El país del diablo fue traducido al inglés por Rhonda Dahl Buchanan  y publicado por la editorial White Pine Press, New York, USA. 

## Premios y distinciones
- Becaria del gobierno francés (1977 - 1978). Realizó una investigación de Literatura en la Universidad de París VII.
- Premio Internacional de Unicef-Unesco al mejor trabajo de Investigación de América Latina 1986).
- International White Ravens (1992), por Memorias de Vladimir.
- Cuadro de Honor de ALIJA (1995), por  Dimitri en la tormenta.
- International White Ravens (1996), por El árbol de los flecos.
- Mención Especial del Premio Mundial de Literatura Infantil José Martí (1997).
- Beca del gobierno canadiense, donde participó en el Festival de Literatura de Montreal (1998).
- Finalista del Premio Apel·les Mestres (2000).
- Finalista del Premio Internacional de Novela Rómulo Gallegos (2001), por Letargo.
- Finalista del Premio Internacional de Novela Grinzane Cavour-Montevideo (2005), por Complot.
- Beca Guggenheim (2007).
- Ganadora del Premio Internacional de Novela Grinzane Cavour-Montevideo (2008) por la Trilogía de Entre Ríos.
- Primer Premio Municipal de Novela del Gobierno de la ciudad de Buenos Aires - Obra édita bienio 2006-2007- (2012) por la Trilogía de Entre Ríos.
- Finalista del Premio Internacional de Novela Rómulo Gallegos (2013), por Humo rojo.
- Ganadora del Premio Nacional de Novela 2013 (Período 2009-2012), por Humo rojo.
- Ganadora del Premio Sor Juana Inés de la Cruz 2015, por El país del diablo.
- Finalista del Premio Fundación Medifé Filba 2020, por Furia de invierno.
- Ganadora del Premio Internacional de Novela Rómulo Gallegos (2020),[4] por El país del diablo